# 塞拉利昂历史
塞拉利昂历史开始于大约2500年前。多个非洲部落在此定居。1792年，她作为一个殖民地安置美洲的奴隶。塞拉利昂在现代非洲的自由化和国家化扮演了一个重要的角色。

## 早期历史
考古证据显示从大约2500年前开始，人们开始持续在塞拉利昂居住，并且后续有多波从其他非洲地区人们进入。 9世纪，铁器开始传入塞拉利昂。塞拉利昂浓密的雨林阻隔了它与其他文明的联系，也包括伊斯兰教的传入。
塞拉利昂是最早与欧洲接触的西非地区。

## 和欧洲人的接触和奴役（15世纪）
1492年，葡萄牙探险家绘制一些山丘环绕着今弗里敦海湾的地图。他们把这山命名为狮子山（Serra Lyoa）。葡萄牙人船只于15世纪定期的访问这里，他们在弗里敦河口北岸维持了一个要塞。从15世纪后期到19世纪中期，奴隶贸易是一个主要的商业活动。

## 曼尼人侵入（16世纪）
曼尼人居住在今塞拉利昂的东部和北部。他们是一群有着很好的武装和组织的人们。16世纪，他们开始进入塞拉利昂海岸地区。

## 1600-1800
17世纪，葡萄牙人的殖民帝国开始减弱。在塞拉利昂，英格兰人成为欧洲人中最有影响力的。大约在1628年，英格兰人在距离弗里敦东南50公里建立了一个工厂，从事着一些商业活动。
在17世纪，穆斯林的富拉人从尼日尔河上游和塞内加尔河迁入现今塞拉利昂北部山区。他们对塞拉利昂的人们有着重要的影响，因为他们刺激了贸易并且产生人口流动进入塞拉利昂。
1787年，在廢奴主義者的壓力下，於現在首都自由城建市，以供原來準備販賣往倫敦工作的奴隸生活。

## 殖民时代（1800-1961年）
1808年，塞拉利昂成為了英國的殖民地，直到20世纪中期英國的去殖民化運動開始為止。1961年4月27日，塞拉利昂宣告獨立，但仍然奉英女皇為國家元首。首位首相由米尔顿·马尔盖（Milton Margai）爵士出任。

## 独立后
1971年4月19日，塞拉利昂透過修憲改制為共和國，1978年的新憲法，使塞拉利昂成為一黨制國家，直到1991年內戰爆發。福戴·桑科（Foday Sankoh）领导的的革命聯合陣線（Revolutionary United Front，RUF）反抗政府的統治，內戰造成數以萬計的人民死亡及超過二百萬人（相當於超過三分一國民人口）流離失所，這些失去家園的人民變成了鄰國的難民。1997年5月25日發生的一次政變中，當時的總統艾哈迈德·泰詹·卡巴被軍隊少校约翰尼·保罗·科罗马所取替，但後來卡巴總統再次復職。
2007年8月11日，总统和议会选举。埃内斯特·巴伊·科罗马和所罗门·贝雷瓦进入总统选举第二轮投票。9月8日，总统选举第二轮投票，科罗马当选总统。